# Ein Mädchen zu verschenken
Ein Mädchen zu verschenken ist eine deutsche Stummfilm-Liebeskomödie von 1913 mit Ernst Reicher und Thea Sandten in den Hauptrollen.

## Handlung
Eine Mutter verschenkt eines Tages schweren Herzens ihr kleines Kind an drei wohlhabende, junge Männer, weil sie nicht die Mittel besitzt, der Kleinen eine geeignete Erziehung zukommen zu lassen. Deshalb sollen sich die jungen Herren um selbige kümmern. Aus dem kleinen Mädchen reift bald eine hübsche junge Dame heran, und dieser Umstand hat bislang noch keinen Keil zwischen die drei miteinander befreundeten Junggesellen getrieben. Als die alte Erzieherin, die ihnen bislang zur Seite gestanden hatte, stirbt, wissen die Männer nicht so recht, wie es nun mit der ihnen zu treuen Händen überlassenen, jungen Dame weitergehen soll. Die Lösung ist recht einfach: Ein passender Ehemann für sie muss her!
Doch nunmehr findet plötzlich jeder der Drei, dass er wohl der Beste für diese Rolle sei, zumal sich alle drei Freunde im Laufe der Jahre in das Mädchen verliebt haben. Da nun aber Bigamie verboten ist, muss eine andere Entscheidung her, und so beschließt man, es dem Mündel selbst zu überlassen, wen sie zu heiraten gedenkt. Die junge Dame entscheidet sich wie folgt: sie wolle denjenigen heiraten, der ihr das schönste Geburtstagsgeschenk überreiche. Der eine stürzt sich in Unkosten und kauft ihr Schmuck, der zweite erwirbt für sie ein wunderschönes Gemälde. Der dritte aber schießt den Vogel ab: Er schafft die mittlerweile greise Mutter heran und bringt somit Tochter und Erzeugerin wieder zusammen. Und so darf er auch die Kleine freien. Beide Freunde geben sich geschlagen und wünschen dem Paar alles Gute und viel Glück.

## Produktionsnotizen
Ein Mädchen zu verschenken entstand Mitte 1913 in Berlins Komet-Film-Atelier in der Müllerstraße 182, Ecke Sellerstraße, und besaß zwei Akte. Der Film passierte im Juli 1913 die Zensur, wurde mit Jugendverbot belegt und als Eröffnungsfilm am 12. September 1913 am B.T.L in der Potsdamerstraße uraufgeführt.
Den Prolog sprach Henny Porten. Der Film entstand unmittelbar vor Beginn von Ernst Reichers Karriere als Stummfilmseriendetektiv Stuart Webbs.
Die Grundstruktur dieser Geschichte fand sich 1985 in dem französischen Komödienklassiker Drei Männer und ein Baby wieder.

## Kritik
„Der ganze Film ist mit einer Herzlichkeit und sinnigen Innigkeit entwickelt und schöpft seinen Erfolg eben aus dieser Einfachheit.“